# Ganguilus pallescens
Ganguilus pallescens är en insektsart som beskrevs av Navás 1912. Ganguilus pallescens ingår i släktet Ganguilus och familjen myrlejonsländor. Inga underarter finns listade i Catalogue of Life.